# Thác nước Ángel
Thác nước Ángel (tiếng địa phương: Kerepakupai Meru, tiếng Tây Ban Nha: Salto Ángel; tiếng Pemon: thác nước Angel có nghĩa "thác nước của  nơi sâu nhất", hoặc Parakupá Vená, có nghĩa "thác nước từ đỉnh cao nhất") là một thác nước tại Venezuela. Đây là thác nước không ngắt quãng cao nhất thế giới, có chiều cao 979 m (3.212 ft) và dòng nước đổ xuống 807 m (2.648 ft). Thác nước đổ xuống từ trên rìa núi Auyantepui ở công viên quốc gia Canaima (tiếng Tây Ban Nha: Parque Nacional Canaima), một di sản thế giới UNESCO tại vùng Gran Sabana thuộc bang Bolívar. Con số chiều cao 979 m (3.212 ft) chủ yếu bao gồm dòng nước đổ xuống chính yếu nhưng cũng gồm khoảng 400 m (0,25 mi) thác dốc ghềnh và ghềnh nước bên dưới đổ nước xuống, cộng thêm 30 mét (98 ft) độ cao hạ lưu đổ nước của các ghềnh nghiêng.
Thác nước dọc theo một ngã ba của thác Rio Kerepakupai chảy vào sông Churun, một nhánh của sông Carrao, bản thân thác nước là một nhánh của sông Orinoco.

## Lịch sử

### Tên gọi
Thác nước được biết đến với tên "thác nước Angel" từ khi giữa thế kỷ XX; được đặt tên dựa theo Jimmie Angel, một phi công người Mỹ, từng là người đầu tiên bay vượt qua thác. Tro cốt của Angel được rải trên thác nước vào ngày 02 tháng 7 năm 1960.
Tên gọi phổ biến Salto Ángel theo tiếng Tây Ban Nha bắt nguồn từ họ của ông. Vào năm 2009, tổng thống Hugo Chávez công bố ý định thay đổi tên thành thật ngữ Pemón gốc bản địa có tiếng ("Kerepakupai Vená", có nghĩa "thác nước của nơi sâu nhất"), với lý do là địa danh nổi tiếng nhất quốc gia nên đáng có một tên gọi bản địa. Lý giải về việc thay đổi tên, Chávez thông cáo rằng, "Thác nước này của chúng ta, rất lâu trước khi Angel đặt chân đến... đây là tài sản bản địa." Tuy nhiên, sau đó ông nói rằng ông sẽ không ra nghị định đổi tên, không những bảo vệ dùng tên Kerepakupai Vená.

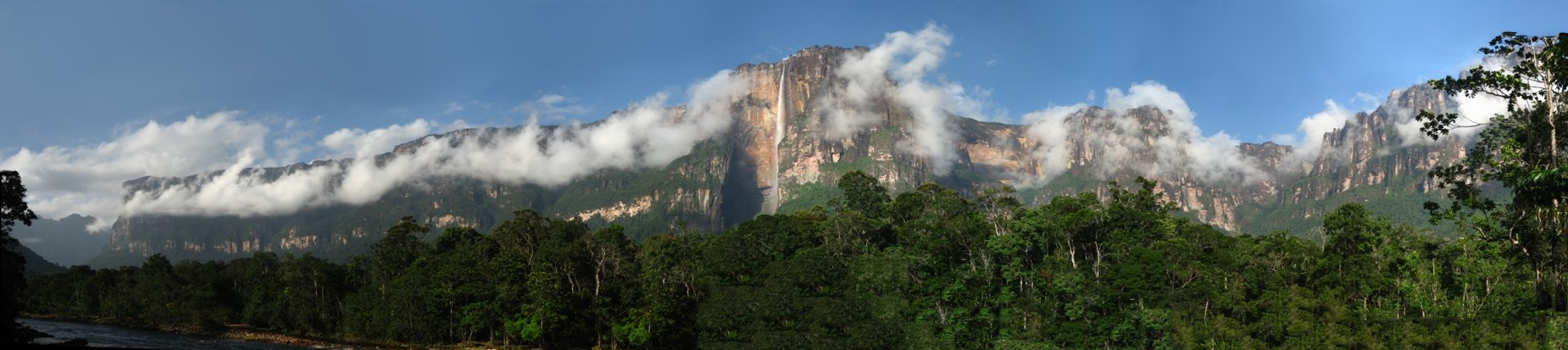
Cảnh quang mây phủ phần nào núi Auyán-tepui và thác nước Angel (trung tâm) từ trại Isla Raton, được chụp vào cuối mùa khô

### Khám phá
Ông Walter Raleigh đã mô tả núi có thể là một tepuy (núi đỉnh bàn), ông được cho là người châu Âu đầu tiên quan sát thác nước Angel, mặc dù tuyên bố được xét là xa vời. Một số nhà sử học cho rằng người châu Âu đầu tiên khám phá thác nước là Fernando de Berrío, một nhà thám hiểm và vị thống đốc Tây Ban Nha từ thế kỷ 16 và 17. Những nguồn tin khác cho rằng người phương Tây đầu tiên khám phá thác nước là thám hiểm người Catalan Fèlix Cardona vào năm 1927.
Dựa theo bản kê khai của nhà thám hiểm người Venezuela Ernesto Sánchez La Cruz, ông phát hiện ra thác nước năm 1912, nhưng ông không công bố phát hiện của mình. Cruz có thể nhìn thấy thác nước Montoya ở vùng Sierra Pacaraima, cao hơn 500 mét (1.600 ft). Thác nước không được thế giới bên ngoài biết đến cho đến khi phi công Mỹ Jimmie Angel, chỉ dẫn theo sau nhà thám hiểm Fèlix Cardona đã phát hiện thác nước sáu năm trước, bay qua thác vào ngày 16 tháng 11 năm 1933 trên một chuyến bay trong khi ông đang thăm dò mỏ quặng có giá trị.
Trở lại ngày 9 tháng 10 năm 1937, Angel đã cố gắng hạ cánh chiếc máy bay Hồng hạc một lớp cánh El Río Caroní trên đỉnh Auyan-tepui, nhưng máy bay bị hỏng khi các bánh xe lún chìm xuống mặt đất sình lầy. Angel và ba người đồng hành của mình, bao gồm cả vợ ông Marie, đã buộc phải hạ xuống núi đỉnh bàn bằng chân. Phải mất 11 ngày để quay trở lại đúng cách với cộng đồng văn minh theo mặt cong dốc dần dần, nhưng tin tức về cuộc phiêu lưu của họ lan truyền và thác nước được đặt tên là thác Angel để vinh danh ông. Tên gọi thác nước—"Salto Angel"—được công bố lần đầu trên bản đồ chính phủ Venezuela vào tháng 12 năm 1939.
Máy bay của Angel vẫn trên đỉnh của đỉnh núi mặt bàn 33 năm trước khi được máy bay trực thăng nhấc mang về. Nó được phục hồi tại Bảo tàng Hàng không ở Maracay và bây giờ ở vị trí ngoài trời phía trước sân bay tại Ciudad Bolívar.
Hậu duệ người châu Âu đầu tiên được ghi nhận chinh phục được đáy thác là nhà thám hiểm người Latvia Aleksandrs Laime, còn được gọi là Alejandro Laime theo tộc người Pemon bản địa. Ông chinh phục thác nước vào năm 1946. Ông là người đầu tiên trên chinh phục mặt trên thác nước vào cuối năm 1950, bằng cách leo trên mặt cong nơi độ dốc không thẳng đứng. Ông cũng bắt gặp máy bay của Angel 18 năm sau khi hạ cánh vỡ nát. Vào ngày 18 tháng 11 năm 1955, ngày độc lập Latvia, ông tuyên bố với tờ báo El Nacional của Venezuela rằng dòng chảy này không có bất kỳ tên địa phương biết đến, nên được gọi theo một con sông Latvia, sông Gauja. Cùng năm đó, tên này được đăng ký tại Viện bản Bản đồ Quốc gia Venezuela. Không có bằng chứng thuyết phục rằng người Pemón bản địa đã đặt tên cho dòng chảy, như Auyán-tepui được xem là một nơi nguy hiểm và không được người bản địa tìm đến. Tuy nhiên, về sau tên gọi Kerep theo tiếng Pemon cũng được sử dụng.
Laime cũng là người đầu tiên để xóa bỏ một đường mòn dẫn từ sông Churun tới chân thác. Trên tuyến đường có một điểm quan sát thường được sử dụng để chụp ảnh thác nước. Nó được đặt tên Mirador Laime ("điểm quan sát của Laime" trong tiếng Tây Ban Nha) để vinh danh ông. Con đường này được sử dụng hiện nay chủ yếu cho khách du lịch, để dẫn họ từ điểm cắm trại Isla Ratón để nơi quang đãng nhỏ.
Độ cao chính thức của thác nước được xác định theo một cuộc khảo sát do một đoàn thám hiểm thực hiện đã được tổ chức và được nhà báo Mỹ Ruth Robertson tài trợ vào ngày 13 tháng 5 năm 1949. Nỗ lực đầu tiên để leo lên bề mặt vách đá đã được tiến hành vào năm 1968 trong mùa mưa. Nó không thành công vì đá trơn trượt. Năm 1969, một nỗ lực thứ hai đã được tiến hành trong mùa khô. Nỗ lực này đã bị cản trở do thiếu nước và phần nhô ra 120 mét (400 ft) từ trên đỉnh. Lần leo lên đầu tiên đến đỉnh vách đá hoàn tất vào ngày 13 tháng 1 năm 1971. Các nhà leo núi cần chín và nửa ngày để trèo lên, một và nửa ngày để trèo xuống.

## Du lịch
Thác nước Angel là một trong những điểm du lịch hàng đầu của Venezuela, mặc dù một chuyến đi đến thác là một hành trình phức tạp. Thác nước nằm trong một khu rừng hẻo lánh. Một chuyến bay từ Puerto Ordaz hoặc Ciudad Bolívar cần thiết để tiến đến điểm cắm trại Canaima, điểm khởi đầu cho chuyến đi xuôi dòng sông đến chân thác. Chuyến đi xuôi dòng sông thường diễn ra từ tháng sáu đến tháng mười hai, khi sông ngòi đủ sâu để hướng dẫn viên Pemón sử dụng. Trong mùa khô (tháng 12 đến tháng ba) có ít nước hơn các tháng khác.

## Trong văn hóa đại chúng
Thác nước Angel cũng được các nhà sản xuất phim hoạt hình Disney lấy cảm hứng cho tác phẩm Up (2009) mặc dù, trong phim địa điểm này được gọi là thác Thiên đường (Paradise Falls) thay vì thác Thiên thần (Angel Falls). Thác nước cũng xuất hiện ngắn trong phim Disney Dinosaur, cũng như phim năm 1990 Arachnophobia. Gần đây nhất, thác nước xuất hiện trong phim năm 2015 Point Break.

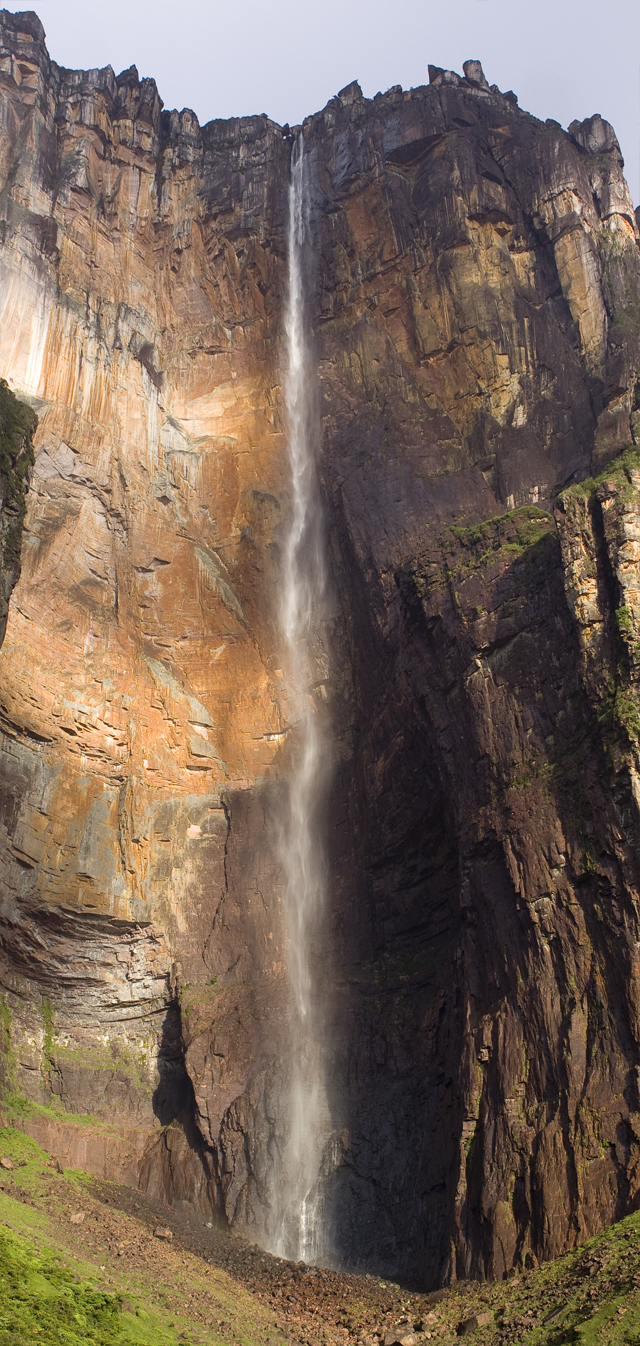
Thác Angel vào mùa khô
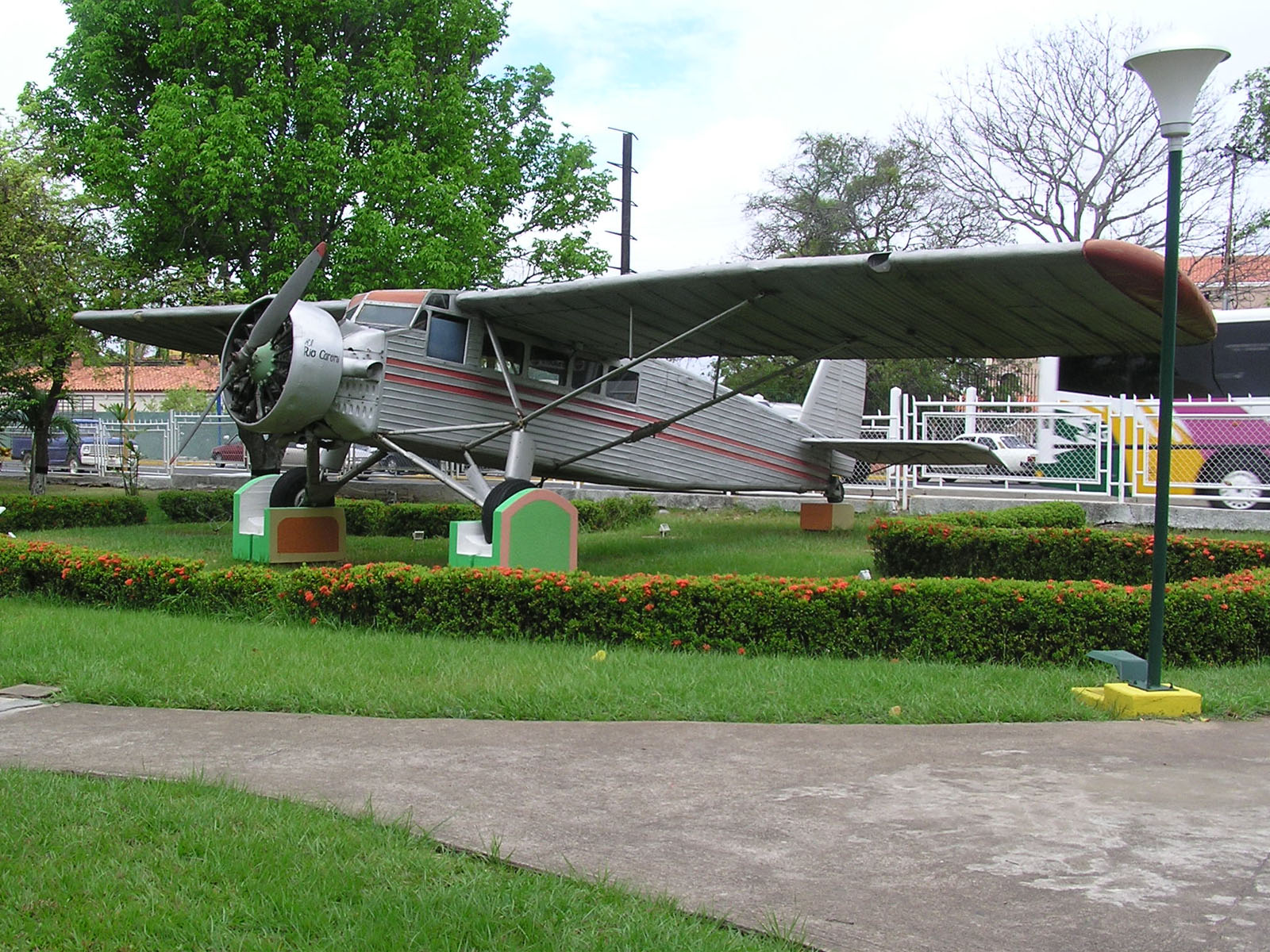
phi cơ của Jimmie Angel, El Rio Caroní, trưng bày phía trước sân bay Ciudad Bolívar
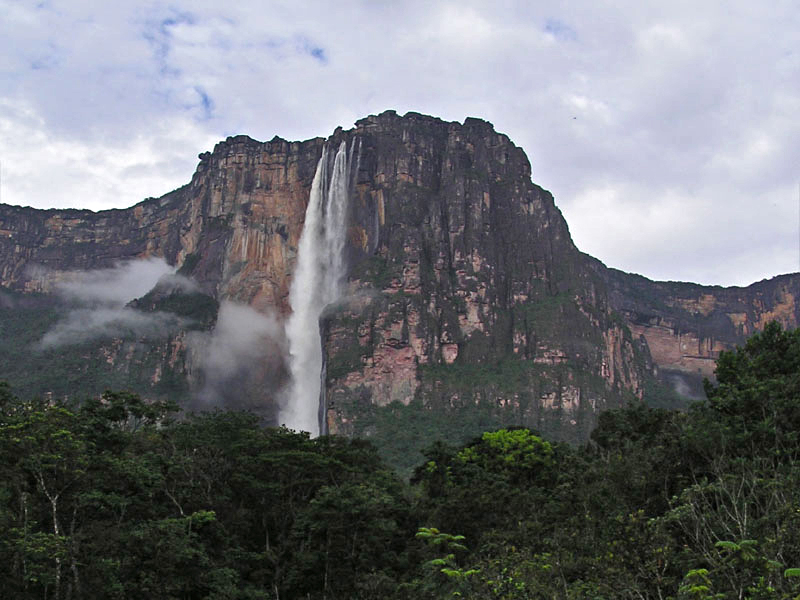
Chụp toàn cảnh thác Angel
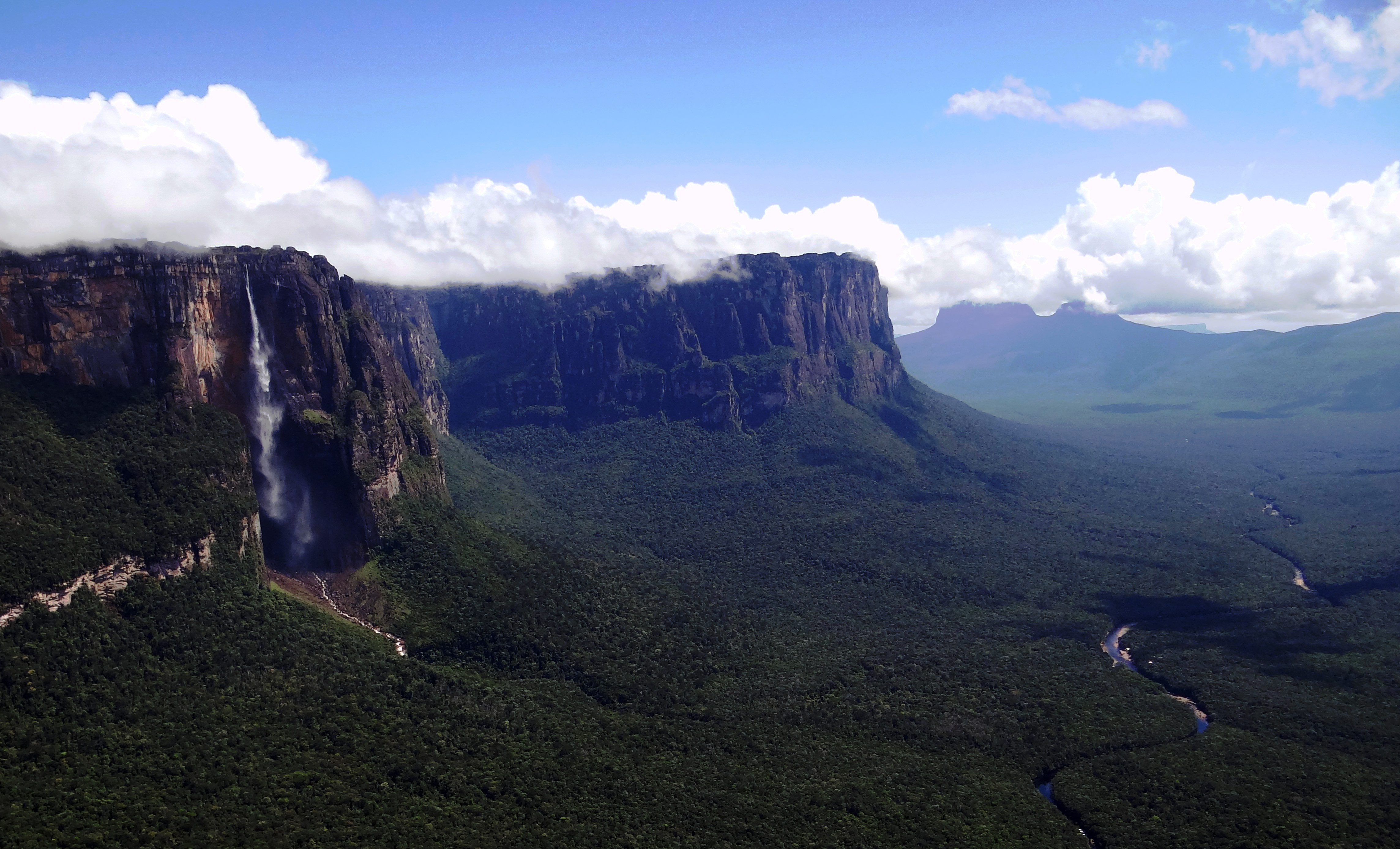
Hẻm núi Churún (còn được gọi là họng Quỷ)